# Ferentino
Ferentino là một đô thị thuộc tỉnh Frosinone trong vùng Latium nước Ý. Đô thị này có diện tích 80 km², dân số thời điểm 31 tháng 12 năm 2004 là 20.461 người.
Đô thị này giáp các đô thị sau: Acuto, Alatri, Anagni, Fiuggi, Frosinone, Fumone, Morolo, Sgurgola, Supino, Trivigliano.